# Medalia Wollaston
Medalia Wollaston (original: engleză Wollaston Medal) este cel mai important premiu științific din domeniul geologiei acordat de către Geological Society of London.
Denumirea medaliei provine de la numele lui William Hyde Wollaston și a fost acordată pentru prima dată în anul 1831. Inițial a fost fabricată din paladiu, un metal descoperit de către Wollaston.

## Laureați

### 1831 – 1849
- 1831 William 'Strata' Smith
- 1835 Gideon Mantell
- 1836 Louis Agassiz
- 1837 Proby Thomas Cautley
- 1837 Hugh Falconer
- 1838 Richard Owen
- 1839 Christian Gottfried Ehrenberg
- 1840 Andre Hubert Dumont
- 1841 Adolphe Theodore Brongniart
- 1842 Leopold von Buch
- 1843 Jean-Baptiste Elie de Beaumont
- 1843 Pierre Armand Dufrenoy
- 1844 William Conybeare
- 1845 John Phillips
- 1846 William Lonsdale
- 1847 Ami Boué
- 1848 William Buckland
- 1849 Joseph Prestwich

### 1850 – 1899
- 1850 William Hopkins
- 1851 Adam Sedgwick
- 1852 William Henry Fitton
- 1853 Adolphe d'Archiac
- 1853 Edouard de Verneuil
- 1854 Richard John Griffith
- 1855 Henry De la Beche
- 1856 William Edmond Logan
- 1857 Joachim Barrande
- 1858 Hermann von Meyer
- 1859 Charles Darwin
- 1860 Searles Valentine Wood
- 1861 Heinrich Georg Bronn
- 1862 Robert Alfred Cloyne Godwin-Austen
- 1863 Gustav Bischof
- 1864 Roderick Murchison
- 1865 Thomas Davidson
- 1866 Charles Lyell
- 1867 George Poulett Scrope
- 1868 Carl Friedrich Naumann
- 1869 Henry Clifton Sorby
- 1870 Gerard Paul Deshayes
- 1871 Andrew Ramsay
- 1872 James Dwight Dana
- 1873 Philip de Malpas Grey Egerton
- 1874 Oswald Heer
- 1875 Laurent-Guillaume de Koninck
- 1876 Thomas Henry Huxley
- 1877 Robert Mallet
- 1878 Thomas Wright
- 1879 Bernhard Studer
- 1880 Auguste Daubrée
- 1881 Peter Martin Duncan
- 1882 Franz Ritter von Hauer
- 1883 William Thomas Blanford
- 1884 Albert Jean Gaudry
- 1885 George Busk
- 1886 Alfred Des Cloizeaux
- 1887 John Whitaker Hulke
- 1888 Henry Benedict Medlicott
- 1889 Thomas George Bonney
- 1890 William Crawford Williamson
- 1891 John Wesley Judd
- 1892 Ferdinand von Richthofen
- 1893 Nevil Story Maskelyne
- 1894 Karl Alfred von Zittel
- 1895 Archibald Geikie
- 1896 Eduard Suess
- 1897 Wilfred Hudleston Hudleston
- 1898 Ferdinand Zirkel
- 1899 Charles Lapworth

### 1900 – 1949
- 1900 Grove Karl Gilbert
- 1901 Charles Barrois
- 1902 Friedrich Schmidt
- 1903 Heinrich Rosenbusch
- 1904 Albert Heim
- 1905 Jethro Justinian Harris Teall
- 1906 Henry Woodward
- 1907 William Johnson Sollas
- 1908 Paul Heinrich von Groth
- 1909 Horace Bolingbroke Woodward
- 1910 William Berryman Scott
- 1911 Waldemar Christofer Brøgger
- 1912 Lazarus Fletcher
- 1913 Osmond Fisher
- 1914 John Edward Marr
- 1915 Edgeworth David
- 1916 Alexander Petrovich Karpinsky
- 1917 (Francois Antoine) Alfred Lacroix
- 1918 Charles Doolittle Walcott
- 1919 Aubrey Strahan
- 1920 Gerard Jacob De Geer
- 1921 Benjamin Neeve Peach
- 1921 John Horne
- 1922 Alfred Harker
- 1923 William Whitaker
- 1924 Arthur Smith Woodward
- 1925 George William Lamplugh
- 1926 Henry Fairfield Osborn
- 1927 William Whitehead Watts
- 1928 Dukinfield Henry Scott
- 1929 Friedrich Johann Karl Becke
- 1930 Albert Charles Seward
- 1931 Arthur William Rogers
- 1932 Johan Herman Lie Vogt
- 1933 Marcellin Boule
- 1934 Henry Alexander Miers
- 1935 John Smith Flett
- 1936 Gustaaf Adolf Frederik Molengraaff
- 1937 Waldemar Lindgren
- 1938 Maurice Lugeon
- 1939 Frank Dawson Adams
- 1940 Henry Woods
- 1941 Arthur Louis Day
- 1942 Reginald Aldworth Daly
- 1943 Alexander Yevgenyevich Fersman
- 1944 Victor Moritz Goldschmidt
- 1945 Owen Thomas Jones
- 1946 Emmanuel de Margerie
- 1947 Joseph Burr Tyrrell
- 1948 Edward Battersby Bailey
- 1949 Robert Broom

### 1950 – 1999
- 1950 Norman Levi Bowen
- 1951 Olaf Holtedahl
- 1952 Herbert Harold Read
- 1953 Erik Stensiö
- 1954 Leonard Johnston Wills
- 1955 Arthur Elijah Trueman
- 1956 Arthur Holmes
- 1957 Paul Fourmarier
- 1958 Pentti Eskola
- 1959 Pierre Pruvost
- 1960 Cecil Edgar Tilley
- 1961 Roman Kozłowski
- 1962 Leonard Hawkes
- 1963 Felix Andries Vening Meinesz
- 1964 Harold Jeffreys
- 1965 D. M. S. Watson
- 1966 Francis Parker Shepard
- 1967 Edward Crisp Bullard
- 1968 Raymond Cecil Moore
- 1969 William Maurice Ewing
- 1970 Philip Henry Kuenen
- 1971 Ralph Alger Bagnold
- 1972 Hans Ramberg
- 1973 Alfred Sherwood Romer
- 1974 Francis J. Pettijohn
- 1975 Hollis Dow Hedberg
- 1976 Kingsley Charles Dunham
- 1977 Reinout Willem van Bemmelen
- 1978 John Tuzo Wilson
- 1979 Hatton Schuyler Yoder
- 1980 Augusto Gansser
- 1981 Robert Minard Garrels
- 1982 Peter John Wyllie
- 1983 Dan Peter McKenzie
- 1984 Kenneth J. Hsu
- 1985 Gerald Joseph Wasserburg
- 1986 John Graham Ramsay
- 1987 Claude Jean Allègre
- 1988 Alfred Ringwood
- 1989 Drummond Hoyle Matthews
- 1990 Wallace S. Broecker
- 1991 Xavier Le Pichon
- 1992 Martin Harold Phillips Bott
- 1993 Samuel Epstein
- 1994 William Jason Morgan
- 1995 George Patrick Leonard Walker
- 1996 Nicholas John Shackleton
- 1997 Douglas James Shearman
- 1998 Karl Karekin Turekian
- 1999 John Frederick Dewey

### 2000
- 2000 William Sefton Fyfe
- 2001 Harry Blackmore Whittington
- 2002 Rudolf Trümpy
- 2003 Ikuo Kushiro
- 2004 Geoffrey Eglinton
- 2005 Ted Irving
- 2006 James Lovelock
- 2007 Andrew Knoll
- 2008 Norman Sleep
- 2009 Paul F. Hoffman
- 2010 Richard Hugh Sibson
- 2011 Robert Stephen John Sparks
- 2012 Christopher Hawkesworth
- 2013 Kurt Lambeck
- 2014 Maureen Raymo -prima femeie laureată a Medaliei Wollaston